# Schlacht am Monongahela
Europäischer Kriegsschauplatz:
Pirna* – Lobositz* – Prag* – Kolin* – Hastenbeck** – Groß-Jägersdorf* – Moys* – Hastenbeck* – Roßbach* – Breslau* – Leuthen* – Rheinberg** – Krefeld** – Domstadtl* – Olmütz* – Mehr** – Zorndorf* – Saint-Cast – Hochkirch* – Bergen** – Kay* – Minden** – Kunersdorf* – Lagos*** – Hoyerswerda* – Bucht von Quiberon*** – Maxen* – Koßdorf* – Landeshut* – Emsdorf** – Warburg** – Liegnitz* – Berlin* – Kloster Kampen** – Torgau* – Döbeln* – Vellinghausen** – Ölper** – Burkersdorf* – Reichenbach* – Freiberg*
(* Dritter Schlesischer Krieg, ** westlicher Kriegsschauplatz – Großbritannien/Kur-Hannover u. a. Alliierte gegen Frankreich, *** Seeschlacht)
Amerikanischer Kriegsschauplatz:
Siebenjähriger Krieg in Nordamerika und der Karibik
Monongahela – Lake George – Carillon – La Belle Famille – Québec – Beauport – Abraham-Ebene – Sainte-Foy – Restigouche – Tacky’s Rebellion – Belagerung von Havanna – Pontiac-Aufstand
Asiatischer Kriegsschauplatz:
Dritter Karnatischer Krieg
Kalkutta – Chandannagar – Plassey – Cuddalore – Negapatam – Condore – Madras – Masulipatam – Pondicherry I – Chinsurah – Wandiwash – Pondicherry II – Manila – Palaris-Aufstand
Die Schlacht am Monongahela (englisch Battle of the Monongahela, auch Battle of the Wilderness, nicht zu verwechseln mit der ebenso benannten Schlacht in der Wilderness während des Bürgerkriegs) zwischen Briten und Franzosen fand am 9. Juli 1755 als Vorspiel zum Siebenjährigen Krieg (1756–1763) statt, der in Amerika als Franzosen- und Indianerkrieg (French and Indian war) bezeichnet wird. Sie spielte sich am Monongahela River auf dem Gebiet der heutigen Stadt Pittsburgh (Pennsylvania) ab und endete mit einer schweren Niederlage der Briten.

## Hintergründe und Vorgeschichte
Bereits im April 1754, zwei Jahre vor dem offiziellen Beginn des Kriegs in Europa, hatten die Franzosen das im Bau befindliche britische Fort Prince George besetzt, das an der Stelle lag, an der die Flüsse Monongahela River und Allegheny River zusammenfließen und den Ohio River bilden. Sie bauten die britische Anlage zu Ende und nannten sie Fort Duquesne. Nachdem eine kleine Truppe von britisch-amerikanischen Milizionären aus Virginia unter dem Kommando von Major George Washington bei einem Vorstoß auf Fort Duquesne von den Franzosen zur Kapitulation gezwungen worden war, wurde auf Betreiben des Generalgouverneurs Robert Dinwiddie im Sommer 1755 eine größere Expedition unter dem Kommando von Generalmajor Edward Braddock gegen das Fort geschickt.
Die Expedition litt unter zahlreichen Mängeln. Braddock selbst war zwar ein Soldat von großem persönlichen Mut, aber ohne militärische Erfahrung in den Kolonien, in denen sich die Kriegführung erheblich von der in Europa unterschied, und ohne die notwendige Flexibilität, sich darauf einzustellen. Er hatte zwar in Europa mehrfach Truppen geführt, war mit diesen aber nie in größere Gefechte oder gar Schlachten verwickelt gewesen. Die Kolonisten und ihre Milizsoldaten verachtete er und ignorierte ihre Ratschläge. Darüber hinaus verursachten Streitereien und organisatorische Mängel bei den Vorbereitungen große Probleme, zumal in Virginia die notwendigen Ressourcen fehlten. Hinzu kam bewusste Sabotage und Obstruktion, die Washington zu dem Ausspruch veranlasste, die Siedler seien Schurken, die eine Züchtigung verdienten.
Allein die Schwierigkeiten, eine ausreichende Anzahl von Wagen zu besorgen, waren so groß, dass der über die endlosen Verzögerungen und Schwierigkeiten wutentbrannte Braddock plante, die Expedition abzusagen. Benjamin Franklin gelang es jedoch, die notwendigen Fahrzeuge aus Pennsylvania zu beschaffen.
Es wäre weitaus sinnvoller gewesen, den Marsch gegen Fort Duquesne durch Pennsylvania zu führen, das die notwendigen Vorräte und auch bessere Wege gehabt hätte. Stattdessen führte die geplante Route durch Virginia, wo erst eine Straße für den Vormarsch gebaut werden musste. Angeblich fiel diese Entscheidung aufgrund des Einflusses gewisser Persönlichkeiten aus Virginia, die auf wirtschaftliche Vorteile durch die neue Straße hofften.
Weitere Probleme bereitete die geringe Mannschaftsstärke der beiden aus Irland nach Nordamerika verlegten Regimenter (44. und 48. Infanterieregiment), die durch unerfahrene Rekruten aufgestockt werden mussten. Die Obersten der beiden Regimenter, Sir Peter Halkett und Robert Dunbar, hatten eine entsprechend skeptische Sicht des Unternehmens. Kennzeichnend für den schlechten Zustand der Einheiten waren die Exzesse und Ausschreitungen, die sich die Truppen nach der Ausschiffung im März 1755 zuschulden kommen ließen.

## Der Anmarsch der Briten
Im April trafen sich die verschiedenen Teile des Expeditionskorps in Winchester (Virginia) zum Abmarsch in Richtung Fort Duquesne. Braddocks Kontingent umfasste etwa 2200 Mann und bestand aus den beiden Infanterieregimentern, Artilleristen, einigen Seeleuten der Royal Navy sowie etwa 250 britisch-amerikanischen Milizionären. George Washington begleitete Braddock als Adjutant. Zum Zweck des Vormarsches, insbesondere für die Geschütze, bauten Braddocks Soldaten, mehrheitlich aber zwangsrekrutierte Siedler, eine eigene etwa vier Meter breite Straße, die als Wildnisstraße (Wilderness Road) bekannt wurde. Aufgrund des unwegsamen Geländes kamen die Briten nur langsam voran, teilweise lediglich zwei Meilen am Tag. Im Juni litten die Soldaten unter Nachschubmangel, hungerten und erkrankten darüber hinaus an Skorbut, da sie sich im Wesentlichen von Salzfleisch ernährten. Da auch Pferdefutter fehlte, begannen die Zugpferde zu sterben. Wassermangel war ein weiteres Problem, viele Soldaten litten an Infektionen, die sie sich durch verschmutztes Wasser zugezogen hatten.
Am 18. Juni erreichten die Briten einen Ort namens Great Meadows nahe dem heutigen Uniontown (Pennsylvania), wo auf Washingtons Rat hin beschlossen wurde, den größten Teil des schweren Gepäcks mit einer Sicherung unter dem Befehl Oberst Dunbars zurückzulassen und mit insgesamt etwa 1400 Mann rasch auf Fort Duquesne vorzustoßen. Trotzdem wurde der Vormarsch nicht wesentlich schneller, da die Soldaten – so Washington in einem Brief – „stoppten, um jeden Maulwurfshügel einzuebnen und über jeden Bach eine Brücke zu bauen“. Erst am 7. Juli war die Expedition auf acht Meilen an das Fort herangekommen.
Unter Kommandant Capitaine Claude-Pierre Pécaudy de Contrecœur lagen in Fort Duquesne insgesamt lediglich etwa 200 Mann: reguläre Soldaten sowie kanadische Milizen. Hinzu kamen etwa 900 Indianer von den Stämmen der Odawas, Miamis, Huronen, Delawaren, Shawnees und Irokesen. Drei Tage vor der Schlacht hatte Contrecœur vom Anmarsch der Briten erfahren. Nach einigen Verhandlungen mit den Indianern, die zögerten, den übermächtig scheinenden Feind anzugreifen, marschierten 637 Indianer, 72 reguläre Soldaten, 146 Kanadier und 36 Offiziere unter dem Kommando von Capitaine Daniel Liénard de Beaujeu ab, um Braddock bei der Überquerung des Monongahela anzugreifen.

## Verlauf der Schlacht
Am 9. Juli 1755 überquerte die britische Vorhut unter Lieutenant Colonel Thomas Gage den Monongahela etwa neun Meilen südlich von Fort Duquesne. Als die Vorhut die Hügel jenseits der Furt hinaufmarschierte, traf sie auf einen Mann, der wie ein Indianer gekleidet war, aber das Abzeichen eines französischen Offiziers trug. Es handelte sich wahrscheinlich um Capitaine de Beaujeu. Als er die Briten entdeckte, drehte er sich um und gab seinen Soldaten und Indianern ein Zeichen mit dem Hut. Die Indianer schwärmten sofort hufeisenförmig um die britische Formation herum aus und nahmen die Soldaten von drei Seiten aus unter Feuer.
Gages Soldaten traten in Gefechtsformation an und feuerten mehrere Salven auf den weitgehend unsichtbaren Feind. De Beaujeu wurde getötet, und der überwiegende Teil der Kanadier floh. Den verbliebenen Offizieren gelang es jedoch, die restlichen Soldaten neu zu formieren und Gages Soldaten zusammen mit den Indianern in ein schweres Kreuzfeuer zu nehmen. Angesichts der steigenden Verluste durch einen weitgehend unsichtbaren Feind befahl Gage den Rückzug.
Auf dem schmalen Weg prallten seine Soldaten auf den Hauptteil der Truppe, der im Eilmarsch herankam, um den Angegriffenen Hilfe zu leisten. Braddock hatte lediglich 400 Mann unter Oberst Halkett zurückgelassen, um das Gepäck zu bewachen.
Durch das Zusammenprallen der Soldaten brach Chaos aus, die Indianer feuerten in die hilflose Masse, die sich auf der Straße drängte. Die fehlende Disziplin und Erfahrung der Soldaten wirkte sich verhängnisvoll aus; viele gerieten in Panik und schossen sogar auf ihre eigenen Kameraden. Die meisten Toten und Verwundeten wurden wahrscheinlich dadurch und nicht von den Indianern verursacht. Hinzu kam, dass viele panische Angst vor den Indianern hatten, von deren Grausamkeit sie zahlreiche Erzählungen gehört hatten. Hunderte von Soldaten wurden auf der Straße getötet oder verwundet.
Die im Kolonialkrieg erfahrenen Milizen schwärmten aus, nahmen Deckung und erwiderten das Feuer, wurden aber von Braddock gezwungen, wieder in Linie anzutreten. Eine Abteilung von Virginiern, die einen Gegenangriff versuchte, wurde sogar von der eigenen Seite unter Feuer genommen und zur Rückkehr gezwungen. Währenddessen versuchten die Offiziere der regulären Regimenter, ihre Soldaten auf der Straße wieder zu geschlossenen Einheiten zu formieren. Soldaten und Offiziere wurden dadurch zu hilflosen, kaum zu verfehlenden Zielscheiben, während die im Unterholz versteckten Indianer nahezu unsichtbar blieben. Soldaten, die in Deckung gingen und die gegnerischen Schützen mit gezieltem Einzelfeuer auszuschalten versuchten, wurden von ihren Offizieren in ihre Einheiten zurückgeprügelt. Oberstleutnant Burton versuchte einen Gegenangriff, doch nachdem er hierbei verwundet wurde, weigerten sich seine Soldaten, weiter vorzugehen.
Schließlich sah Braddock ein, dass die Schlacht verloren war, und befahl den Rückzug, wurde aber durch einen Lungenschuss tödlich verwundet, nachdem zuvor schon vier Pferde unter ihm erschossen worden waren. Es folgte eine panische Flucht unter Zurücklassung von Geschützen, Waffen, Gepäck, Geheimpapieren und der meisten Verwundeten, die von den Indianern getötet und skalpiert wurden. Bemühungen der überlebenden Offiziere, die Ordnung wiederherzustellen, waren erfolglos. Zum Glück für die Briten verzichteten die Sieger auf eine Verfolgung über den Monongahela hinaus, die sonst wohl zur völligen Vernichtung des Expeditionskorps geführt hätte. Am nächsten Tag erreichten die Reste der Armee das Lager von Oberst Dunbar, der die Zerstörung der Geschütze, Munitionsvorräte und Wagen anordnete und sich bis Philadelphia zurückzog.
Die Franzosen hatten nur drei tote und vier verwundete Offiziere, vier Soldaten und fünf Kanadier verloren, von den Indianern sind lediglich die Verluste der kanadischen Indianer bekannt, die 27 Männer verloren. Die Gesamtverluste der Briten betrugen hingegen 456 Tote und 421 Verwundete, darunter 63 der 87 Offiziere. George Washington, dessen Rat – hätte man auf ihn gehört – das Debakel verhindert hätte, war einer der wenigen unverwundeten Offiziere. Unter ihm waren zwei Pferde erschossen worden, seine Uniform war von fünf Kugeln durchlöchert worden.
Washington machte für das Desaster die Feigheit und Panik der regulären Soldaten verantwortlich und trauerte um die virginischen Milizionäre, die diszipliniert und tapfer gekämpft und schwere Verluste erlitten hatten. Unter den Gefallenen befanden sich Oberst Sir Peter Halkett (44. Infanterieregiment) und sein Sohn, sechs Hauptleute und 15 Leutnants. Getötet und skalpiert wurden auch einige Frauen und Kinder von Soldaten, die die Kolonne begleitet hatten. Einem Augenzeugenbericht zufolge wurden zwölf Briten, die lebend in die Hände der Indianer fielen, von diesen in der Nacht nach der Schlacht am Flussufer bei Fort Duquesne zu Tode gefoltert.
General Braddock starb am 13. Juli 1755 an seiner Wunde und wurde in Great Meadows in einem unmarkierten Grab bestattet. Gegenüber Washington entschuldigte er sich kurz vor seinem Tod für seine Haltung gegenüber den Milizionären und äußerte die Hoffnung, man wisse nun besser, wie man die Franzosen schlagen könne.

## Bewertung und Folgen
Die Schlacht am Monongahela gilt als klassisches Beispiel für Führungsversagen. Wesentlicher Grund für die schwere Niederlage der Briten war die dilettantische Vorbereitung und Durchführung der Expedition, der Einsatz unerfahrener Soldaten sowie das sture Festhalten an der vom Reglement vorgeschriebenen, aber für den Kolonialkrieg völlig ungeeigneten linearen Gefechtsordnung. Dies erlaubte den Angreifern mit geschlossenen Formationen und Salvenfeuer die britische Einheit, bei geringen eigenen Verlusten, beinahe zu vernichten.
Mit ihrem Sieg beendeten die Franzosen zunächst die britischen Versuche, das Tal des Ohio zu besetzen. Die Folgen waren schwerwiegend, denn die Anlage der Straße und der stark kritisierte Rückzug Dunbars aus dem Grenzgebiet öffneten Virginia und die benachbarten Kolonien für die Einfälle der Indianer, die in der Folge Verheerungen unter den weitgehend wehrlosen Siedlern anrichteten, da es nach dem Rückzug von Dunbars Truppen weder Befestigungen noch ausreichend Soldaten zu deren Schutz gab. Etwas abgemildert wurde die Niederlage dadurch, dass der parallel unternommene Vorstoß unter Sir William Johnson im Norden erfolgreicher war. Johnson gelang die Anlage wichtiger Forts und ein Sieg über die Franzosen unter General Ludwig August von Dieskau in der Schlacht am Lake George am 8. September 1755. In einem zweiten Anlauf gelang den Briten 1758 die Eroberung von Fort Duquesne, das – umbenannt in Fort Pitt – die Keimzelle der Stadt Pittsburgh wurde.
Für die US-amerikanische Geschichtsschreibung erhält die Schlacht durch die Beteiligung des jungen George Washington besondere Bedeutung.